# Gála
| (spanyolul) «A la gala de la buena moza A la gala del galán que la goza A la gala, gala de la buena A la gala del galán que la lleva… » | (magyarul)„A jó leány gálájához Az ifjú gálájához, aki birtokolja A gálához, a jó lány gálájához Az ifjú gálájához, aki hordja… ” |
| – La Gala, spanyol népdal | |

A gála – mai értelemben – fényűző keretek között tartott rendezvény, előadás, díszest. Eredeti jelentése „díszruha, ünnepi öltözet”, amelyet az ilyen jellegű rendezvényeken illett viselni. A nemzetközi kifejezés a német közvetítésével az azonos jelentésű spanyol gala szóból került a magyarba és számos más európai nyelvbe. A spanyol szó eredete az ófrancia gale, ’szórakozás, élvezet’, amely valószínűleg az ógermán *wallan, ’forrongás’ szóra vezethető vissza. Érdekesség, hogy bár a spanyol szó az ófranciából származik, a francia később újból átvette a spanyolból a gala alakot a modern ’gála’ jelentésében. Ma főként a fényűző műsoros rendezvényeket nevezik gálának, például díjkiosztó gála.